# Comuna Șciurîn, Rojîșce
Șciurîn (în ucraineană Щурин) este o comună în raionul Rojîșce, regiunea Volînia, Ucraina, formată din satele Kvitneve, Șciurîn (reședința) și Trîsten.

## Demografie
Componența lingvistică a satului Șciurîn
     Ucraineană (99,31%)
     Alte limbi (0,7%)
Conform recensământului din 2001, majoritatea populației satului Șciurîn era vorbitoare de ucraineană (99,31%), existând în minoritate și vorbitori de alte limbi.